# Rhytidosteus capensis
Rhytidosteus capensis (лат.) — вид вымерших земноводных из семейства Rhytidosteidae отряда темноспондильных, живших в нижнетриасовую эпоху на территории современных ЮАР и России (Оренбургская область). Типовой и единственный вид в роде Rhytidosteus. В 2019 году его ископаемые остатки были обнаружены в Астраханской области России.

## История изучения

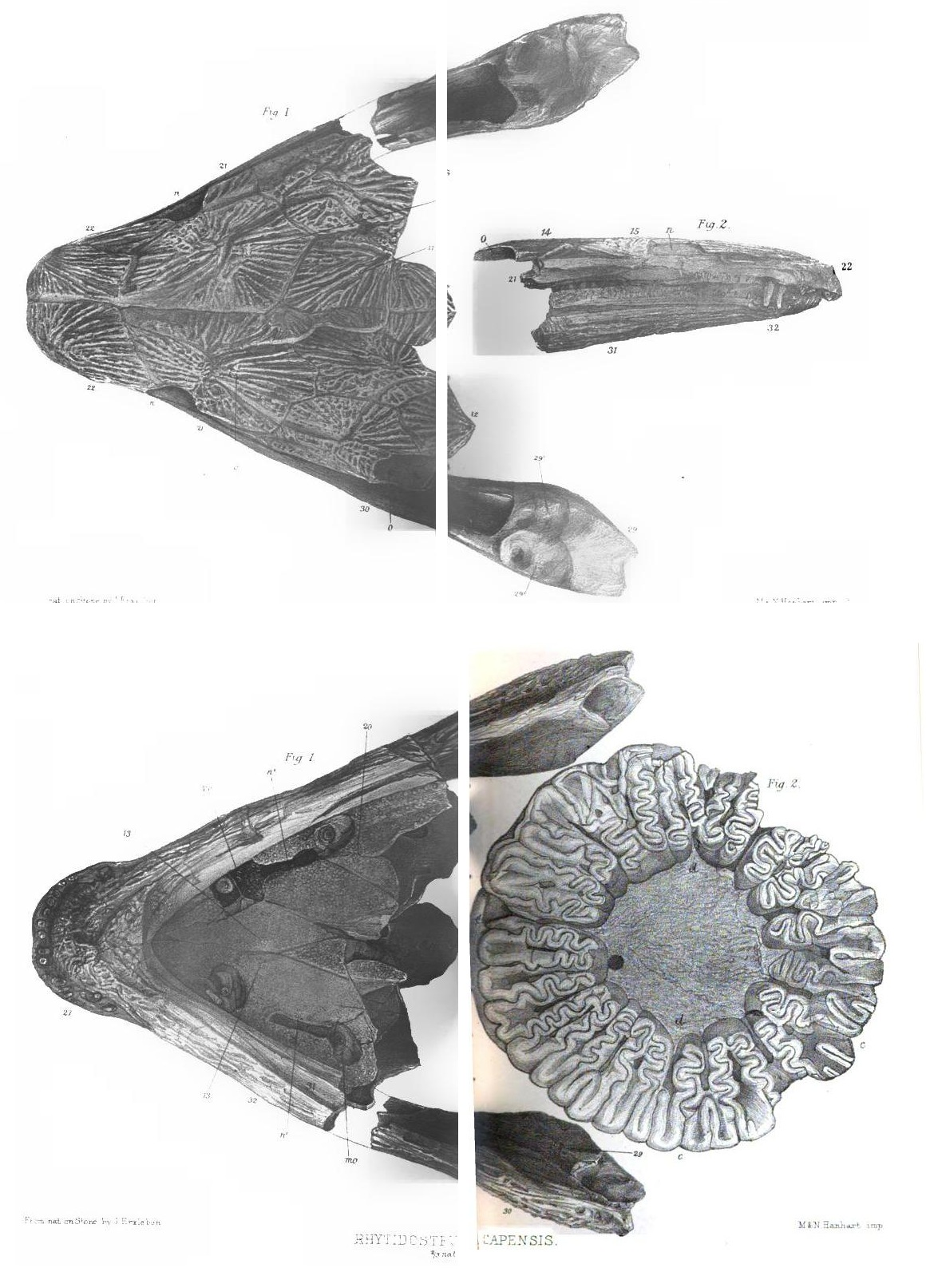
Фотографии черепа и поперечного распила зуба Rhytidosteus capensis

Новые вид и род были описаны Ричардом Оуэном в 1884 году на основании голотипа BMNH R.455, представляющего собой часть черепа. Образец был найден около местечка Beersheba в нижнетриасовых горизонтах ЮАР.
В 1994 году Шишкин описал вид Rhytidosteus uralensis по голотипу PIN 2394/17, найденному в оленёкских  флювиально-дельтовых песчаниках Петропавловской формации на территории Оренбургской области России, но впоследствии утерянному. В 2000 году Schoch и Milner в своей монографии о стереоспондильных синонимизировали Rhytidosteus uralensis с типовым видом.
В 2019 году палеонтологи Палеонтологического института РАН, работающие в экспедиции под руководством Игоря Новикова, обнаружили в Астраханской области останки этих амфибий. Раскопки велись совместно с Самарским палеонтологическим обществом на территории Богдинско-Баскунчакского заповедника.

## Описание
Туловище массивное и относительно плоское, с большой головой, лапы короткие, хвост длинный. Череп широкий сзади, морда треугольная, заостренная. Глаза расположены ближе к основанию черепа.

## Систематика
Род Rhytidosteus в 1920 году выделен Фридрихом фон Хюне в семейство Rhytidosteidae, которое в дальнейшем обособили: в Cosgriff в 1965 — в надсемейство Rhytidosteoidea, а Schoch и Milner в 2000 — в инфраотряд Rhytidostea.
Однако, филогенетический анализ, проведенный в 2011 году, показывает, что возможно сходство между Rhytidosteus capensis и другими членами инфраотряда может быть результатом конвергентной эволюции. Предполагается, что род принадлежит к базальной группе инфраотряда Rhytidostea, о чём свидетельствуют некоторые примитивные черепные особенности (швы между крыловидной и парасфеноидной костями, суставные поверхности мыщелков).